# 솔루션 .45
솔루션 .45는 기타리스트 야니 스테파노비치(Miseration, Divinefire, Essence of Sorrow)가 결성한 스웨덴의 멜로딕 데스 메탈 슈퍼그룹이었다. 최종 라인업은 보컬 크리스티안 엘베스탐(Miseration, ex-스카 스메트리), 기타리스트 스테파노비치와 패트릭 가드버그(Divinefire, Torchbearer, The Few Against Many, Ammotrack), 드러머 롤프 필베(Miseration, Essence of Sorrow, 스트라토바리우스), 베이시스트 헨릭 릴제산드(The Unguided, 사이퍼 시스템, Night Crowned, 나이트레이지, Dead by April)로 구성되었다.

## 역사
2007년 말 야니 스테파노비치는 솔루션 .45를 결성했으며, 크리스티안 엘베스탐(2008년 스카 스메트리를 탈퇴)이 마지막 멤버 중 한 명으로 합류했다. 야니는 크리스티안이 밴드에 있음에도 불구하고, 스카 스메트리 클론이 아니며 그의 합류 전부터 곡들이 준비되어 있었다고 강조한다. 2008년 가을, 토마스 "플렉" 요한손(Unmoored, Scar Symmetry)이 프로듀싱한 8트랙 데모가 제작되었으며, "Clandestinity Now"라는 데모 트랙이 인터넷을 통해 공개되었다.
Solution .45는 2009년 9월 Panic Room Studios에 들어가 첫 정규 앨범 For Aeons Past를 녹음했으며, 다크 트랭퀼리티 보컬 미카엘 스탄네가 앨범 대부분의 가사를 썼다. 이 앨범은 2009년 12월에 완성 및 마스터링되었고, 유럽에서는 AFM 레코드를 통해, 일본에서는 Marquee/Avalon을 통해 발매되었다. 유럽에서는 2010년 4월 9일, 북미에서는 5월 11일에 발매되었다.
2010년 1월 23일, 밴드는 키보디스트 미코 하르킨과 결별한다고 발표했다. 미코는 여전히 앨범에 키보드 연주로 참여했지만, 영구 밴드 멤버라기보다는 게스트 뮤지션으로 간주된다. 또한, 2010년 5월 29일에는 야니 스테파노비치가 밴드를 원만하게 떠나며, 패트릭 가드버그(Torchbearer, The Few Against Many, Ammotrack 출신)가 그의 후임이 될 것이라고 발표되었다. 밴드는 여전히 미래 앨범을 포함한 향후 작업에 야니를 참여시키고 싶어한다.
2010년 8월 25일까지 Solution .45는 "Gravitational Lensing"의 뮤직비디오를 공개했다. "Lethean Tears"의 비디오는 2011년 7월 30일에 공개되었다.
2011년 8월 11일, 스테파노비치가 밴드로 돌아왔으며, 이제 밴드는 세 명의 기타리스트(스테파노비치, 가드너, 가드버그)를 포함하게 될 것이라고 발표되었다. 그 이후, 그룹의 베이시스트인 앤더스 에드룬드가 상호 합의 하에 그룹을 떠났다고 발표되었다.
2014년 중반 현재, 그룹은 두 번째와 세 번째 스튜디오 앨범을 작업 중이다.
2014년 7월 9일, 밴드는 톰 가드너가 밴드를 떠났다고 발표했다.
2015년 8월 31일, 공식 페이스북 페이지에서 밴드는 새 앨범의 1부가 2015년 11월 20일에 바이닐, CD 및 대부분의 디지털 플랫폼을 통해 전 세계적으로 발매될 것이라고 발표했다. 앨범 제목은 나중에 Nightmares In The Waking State: Part I로 결정되었다. Part I 발매에 이어, Nightmares in the Waking State: Part II는 2016년 8월에 발매되었다.
2023년 1월, 새 앨범이 작업 중이며 2024년 초까지 완성될 것으로 예상된다고 발표되었다. 그러나 밴드는 동기 부족으로 2024년 5월 해체를 발표했다.

## 멤버
최종 라인업
- 크리스티안 엘베스탐 – 보컬, 키보드 (2007–2017, 2019–2024) (Miseration, The Few Against Many, ex-스카 스메트리)
- 롤프 필베 – 드럼 (2007–2017, 2019–2024) (Miseration, Essence of Sorrow, 스트라토바리우스)
- 야니 스테파노비치 – 기타 (2007–2010, 2011–2017, 2019-2024), 키보드 (2011–2017, 2019–2024) (Miseration, Divinefire, Essence of Sorrow, The Few Against Many)
- 패트릭 가드버그 – 기타 (리드, 리듬), 키보드 (2010–2016, 2023-2024) (Divinefire, Torchbearer, The Few Against Many, Ammotrack)
- 헨릭 릴제산드 – 베이스 (2023-2024) (The Unguided, 사이퍼 시스템, Night Crowned, 나이트레이지, Dead by April)

이전 멤버
- 미코 하르킨 – 키보드 (2007–2010) (Symfonia, Kotipelto, ex-소나타 아티카, Mehida)
- 앤더스 에드룬드 – 베이스 (2007–2012) (Angel Blake, The Few Against Many)
- 톰 "톰마" 가드너 – 기타 (2007–2014) (Hateform, ex-Mors Principium Est)
- 로니 비외른스트롬 – 기타 (2016–2017, 2019–2023) (Defiatory, Ill-Wisher, Taedeat, ex-Aeon)

타임라인

## 음반 목록
- For Aeons Past (2010)
- Nightmares in the Waking State: Part I (2015)
- Nightmares in the Waking State: Part II (2016)